# 金剛郡
金剛郡（：／ Kŭmgang gun */?）是朝鮮民主主義人民共和國江原道東南的一個郡，位於太白山脈西麓，南鄰大韓民國江原道。面積1,009平方公里，1991年人口約100,000人。下分1邑、23里。
著名的金剛山中的内金剛位於本郡。